# Khally Nazarova
Khally Nazarova var en sovjetisk-turkmenisk politiker (kommunist).  
Hon var vice socialminister 1958-59, och socialminister 1959-1962. Hon var som sådan Turkmenistans första kvinnliga minister. 